# Leichtathletik-Europameisterschaften 2024
| Medaillenspiegel               | Medaillenspiegel | Medaillenspiegel | Medaillenspiegel | Medaillenspiegel | Medaillenspiegel |
| Platz                          | Land             | Gold             | Silber           | Bronze           | Gesamt           |
| ------------------------------ | ---------------- | ---------------- | ---------------- | ---------------- | ---------------- |
| 1                              | Italien          | 11               | 9                | 4                | 24               |
| 2                              | Frankreich       | 4                | 5                | 7                | 16               |
| 3                              | Großbritannien   | 4                | 4                | 5                | 13               |
| 4                              | Norwegen         | 4                | 2                | 1                | 7                |
| 5                              | Schweiz          | 4                | 1                | 4                | 9                |
| 6                              | Niederlande      | 3                | 4                | 5                | 12               |
| 7                              | Belgien          | 3                | 1                | 2                | 6                |
| 8                              | Spanien          | 2                | 3                | 3                | 8                |
| 9                              | Polen            | 2                | 2                | 2                | 6                |
| 10                             | Irland           | 2                | 2                | 0                | 4                |
| Vollständiger Medaillenspiegel |                  |                  |                  |                  |                  |

Die 26. Leichtathletik-Europameisterschaften fanden vom 7. bis 12. Juni 2024 im Olympiastadion der italienischen Hauptstadt Rom statt. Rom war damit zum zweiten Mal nach 1974 Austragungsort der Europameisterschaften, und nach der EM-Premiere 1934 in Turin waren es die dritten Europameisterschaften der Männer und Frauen in Italien.
Ebenfalls beworben hatte sich die polnische Woiwodschaft Schlesien mit der Hauptstadt Katowice und der Austragungsstätte Stadion Śląski in Chorzów. Chorzów erhielt später den Zuschlag für die Leichtathletik-EM 2028.
Gastgeberland Italien erreichte erstmals Platz 1 im Medaillenspiegel und war mit elf Goldmedaillen die mit Abstand erfolgreichste Nation. Deutschland erreichte mit einer Goldmedaille durch Malaika Mihambo im Weitsprung Platz 12 und damit sein schlechtestes Ergebnis bei allen Leichtathletik-Europameisterschaften.

## Resultate Männer

### 100 m

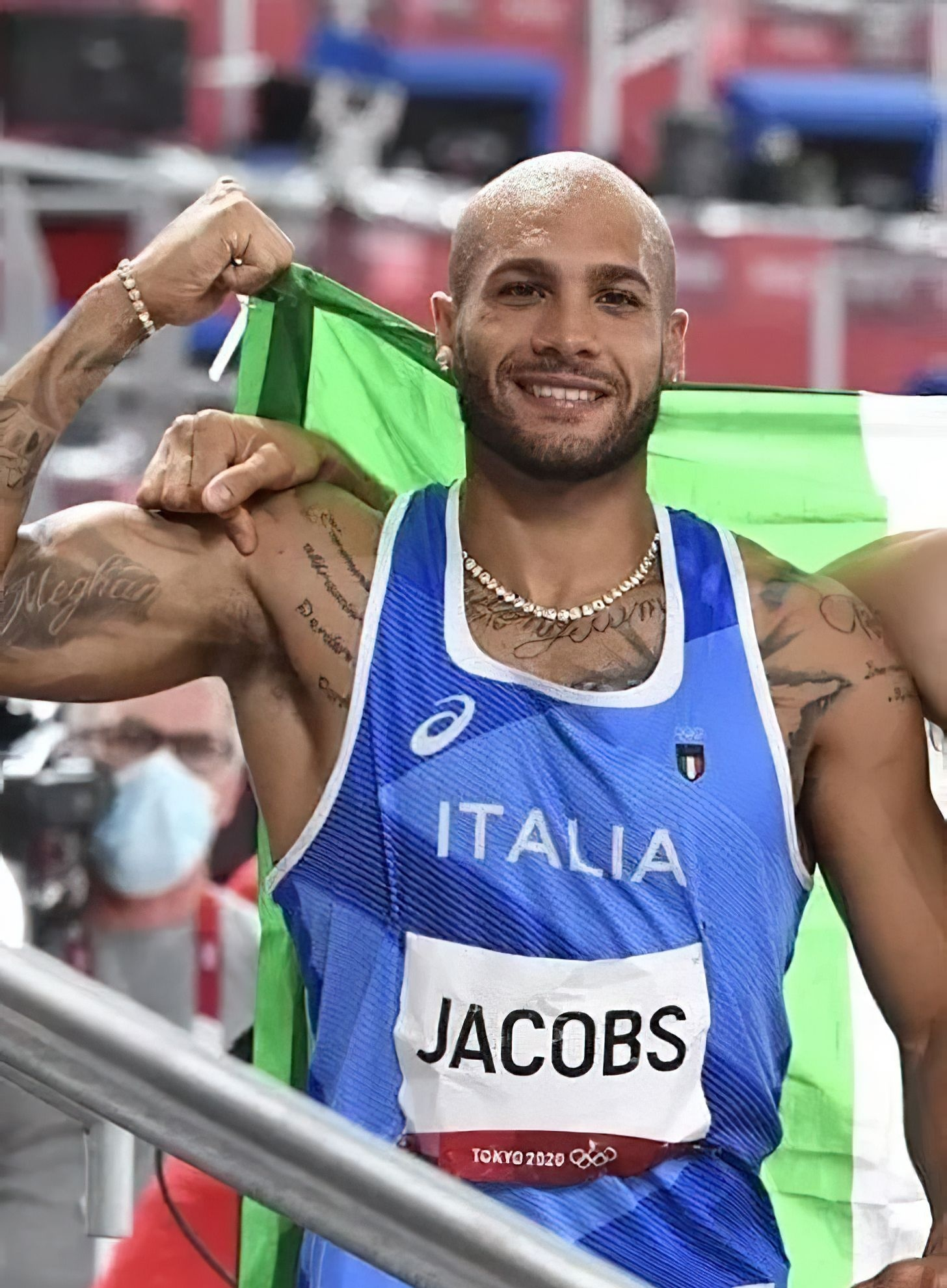
Zweites EM-Gold für den Olympiasieger und Europarekordinhaber Marcell Jacobs

| Platz | Athlet         | Land | Zeit (s) |
| ----- | -------------- | ---- | -------- |
| 1     | Marcell Jacobs | ITA  | 10,02 SB |
| 2     | Chituru Ali    | ITA  | 10,05 PB |
| 3     | Romell Glave   | GBR  | 10,06000 |
| 4     | Henrik Larsson | SWE  | 10,16000 |
| 5     | Owen Ansah     | GER  | 10,17000 |
| 6     | Guillem Crespí | ESP  | 10,18 PB |
| 7     | Simon Hansen   | DEN  | 10,19 PB |
| 8     | Pablo Matéo    | FRA  | 10,22000 |

Finale: 8. Juni 2024, 22:53 Uhr

### 200 m
| Platz | Athlet                | Land | Zeit (s) |
| ----- | --------------------- | ---- | -------- |
| 1     | Timothé Mumenthaler   | SUI  | 20,28    |
| 2     | Filippo Tortu         | ITA  | 20,41    |
| 3     | William Reais         | SUI  | 20,47    |
| 4     | Erik Erlandsson       | SWE  | 20,57    |
| 5     | Eseosa Fostine Desalu | ITA  | 20,59    |
| 6     | Tomáš Němejc          | CZE  | 20,91    |
| 7     | Blessing Afrifah      | ISR  | 20,97    |
|       | Pablo Matéo           | FRA  | DSQ      |
|       | Joshua Hartmann       | GER  | DSQ      |

Finale: 10. Juni 2024, 22:50 Uhr

### 400 m
| Platz | Athlet              | Land | Zeit (s) |
| ----- | ------------------- | ---- | -------- |
| 1     | Alexander Doom      | BEL  | 44,15 CR |
| 2     | Charles Dobson      | GBR  | 44,38 PB |
| 3     | Liemarvin Bonevacia | NED  | 44,88 SB |
| 4     | Jonathan Sacoor     | BEL  | 44,98 PB |
| 5     | Luca Sito           | ITA  | 45,04    |
| 6     | Attila Molnár       | HUN  | 45,07    |
| 7     | Jean Paul Bredau    | GER  | 45,11    |
| 8     | Lionel Spitz        | SUI  | 45,69    |

Finale: 10. Juni 2024, 21:40 Uhr

### 800 m
| Platz | Athlet            | Land | Zeit (min) |
| ----- | ----------------- | ---- | ---------- |
| 1     | Gabriel Tual      | FRA  | 1:44,87    |
| 2     | Mohamed Attaoui   | ESP  | 1:45,20    |
| 3     | Catalin Tecuceanu | ITA  | 1:45,40    |
| 4     | Álvaro de Arriba  | ESP  | 1:45,64    |
| 5     | Andreas Kramer    | SWE  | 1:45,70    |
| 6     | Adrián Ben        | ESP  | 1:46,54    |
| 7     | Elliot Giles      | GBR  | 1:47,06    |
| 8     | Ole Jakob Solbu   | NOR  | 1:51,33    |

Finale: 9. Juni 2024, 22:27 Uhr

### 1500 m
| Platz | Athlet             | Land | Zeit (min) |
| ----- | ------------------ | ---- | ---------- |
| 1     | Jakob Ingebrigtsen | NOR  | 3:31,95 CR |
| 2     | Jochem Vermeulen   | BEL  | 3:33,30 PB |
| 3     | Pietro Arese       | ITA  | 3:33,34    |
| 4     | Ruben Verheyden    | BEL  | 3:33,40 PB |
| 5     | Adel Mechaal       | ESP  | 3:33,58    |
| 6     | Raphael Pallitsch  | AUT  | 3:33,60    |
| 7     | Azeddine Habz      | FRA  | 3:33,70    |
| 8     | Robert Farken      | GER  | 3:33,98    |

Finale: 12. Juni 2024, 22:26 Uhr

### 5000 m
| Platz | Athlet               | Land | Zeit (min)  |
| ----- | -------------------- | ---- | ----------- |
| 1     | Jakob Ingebrigtsen   | NOR  | 13:20,11 SB |
| 2     | George Mills         | GBR  | 13:21,38    |
| 3     | Dominic Lobalu       | SUI  | 13:21,61    |
| 4     | Adel Mechaal         | ESP  | 13:22,77    |
| 5     | Thierry Ndikumwenayo | ESP  | 13:23,26    |
| 6     | Elzan Bibić          | SRB  | 13:24,54    |
| 7     | James West           | GBR  | 13:24,80    |
| 8     | Morgan Le Guen       | SUI  | 13:25,08    |

8. Juni 2024, 22:26 Uhr

### 10.000 m

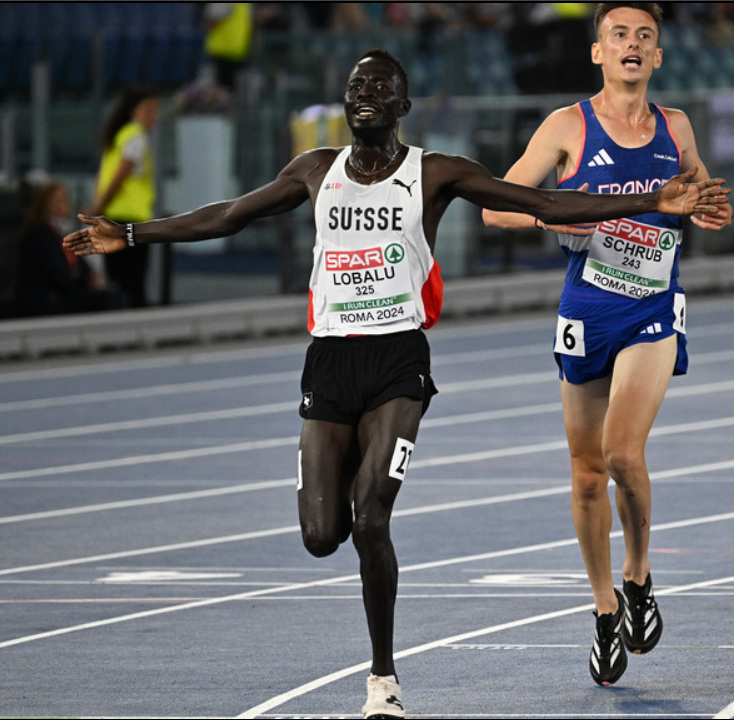
Zieleinlauf Lobalu vor Schrub

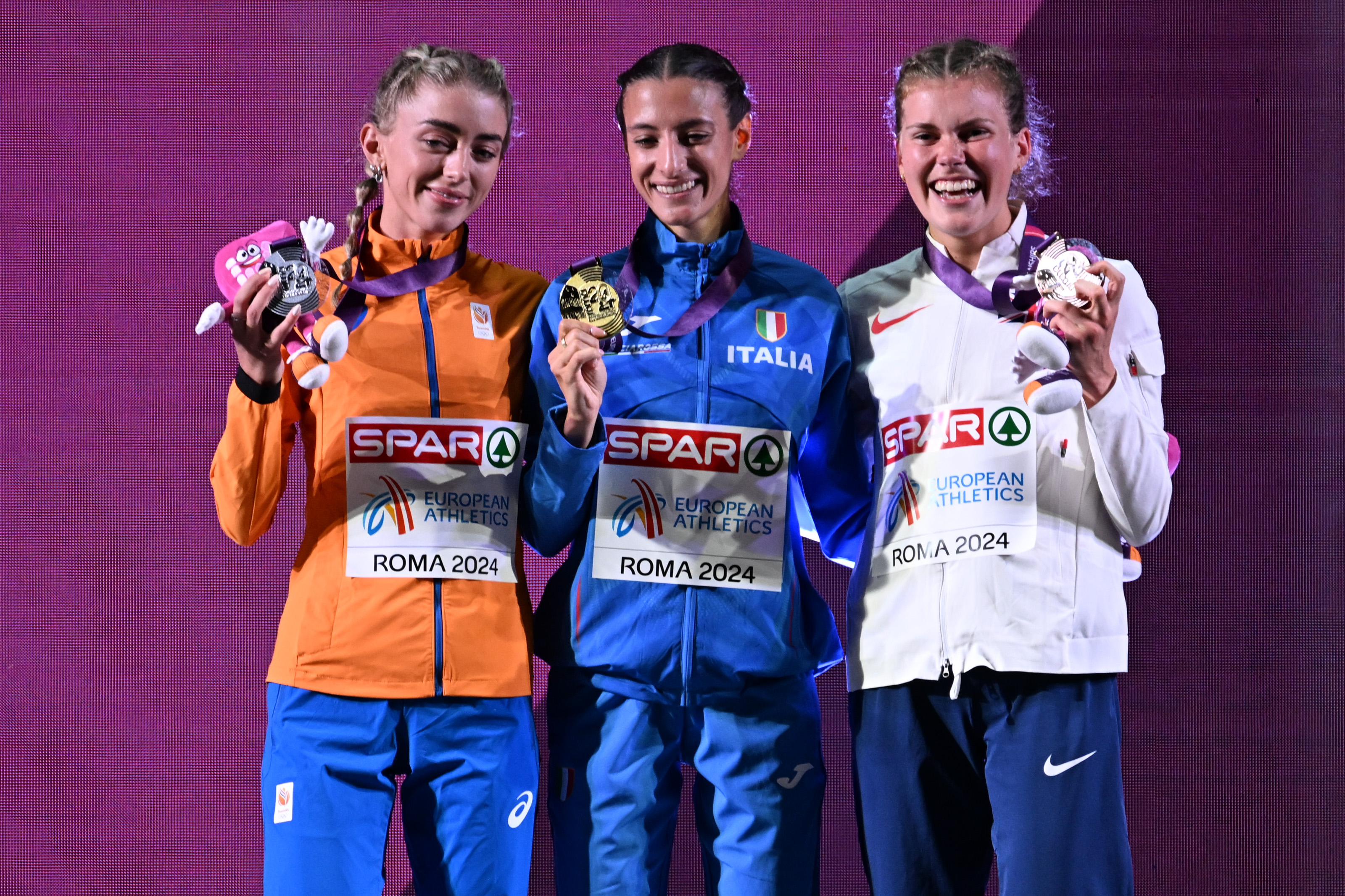
Siegerehrung (von links nach rechts): Diane van Es, Nadia Battocletti, Megan Keith

| Platz | Athlet               | Land | Zeit (min) |
| ----- | -------------------- | ---- | ---------- |
| 1     | Dominic Lobalu       | SUI  | 28:00,32   |
| 2     | Yann Schrub          | FRA  | 28:00,48   |
| 3     | Thierry Ndikumwenayo | ESP  | 28:00,96   |
| 4     | Andreas Almgren      | SWE  | 28:01,16   |
| 5     | Jimmy Gressier       | FRA  | 28:01,42   |
| 6     | Patrick Dever        | GBR  | 28:04,43   |
| 7     | Tadesse Getahon      | ISR  | 28:09,87   |
| 8     | Abdessamad Oukhelfen | ESP  | 28:10,97   |

12. Juni 2024, 21:44 Uhr (A-Finale)

### Halbmarathon
| Platz | Athlet               | Land | Zeit (h)   |
| ----- | -------------------- | ---- | ---------- |
| 1     | Yemaneberhan Crippa  | ITA  | 1:01:03 CR |
| 2     | Pietro Riva          | ITA  | 1:01:04 SB |
| 3     | Amanal Petros        | GER  | 1:01:07    |
| 4     | Maru Teferi          | ISR  | 1:01:10 SB |
| 5     | Samuel Fitwi Sibhatu | GER  | 1:01:17 PB |
| 6     | Pasquale Selvarolo   | ITA  | 1:01:27 SB |
| 7     | Gashau Ayale         | ISR  | 1:01:28 PB |
| 8     | Eyob Faniel          | ITA  | 1:01:29 SB |

9. Juni 2024, 09:00 Uhr

### Halbmarathon Team
| Platz | Land        | Athleten                                                                                           |
| ----- | ----------- | -------------------------------------------------------------------------------------------------- |
| 1     | Italien     | Yemaneberhan Crippa Pietro Riva Pasquale Selvarolo Eyob Faniel Yohanes Chiappinelli Daniele Meucci |
| 2     | Israel      | Maru Teferi Gashau Ayale Girmaw Amare Haimro Alame Godadaw Belachew Tesema Moges                   |
| 3     | Deutschland | Amanal Petros Samuel Fitwi Sibhatu Filimon Abraham Richard Ringer Simon Boch Hendrik Pfeiffer      |

### 20 km Gehen
| Platz | Athlet              | Land | Zeit (h)   |
| ----- | ------------------- | ---- | ---------- |
| 1     | Perseus Karlström   | SWE  | 1:19:13    |
| 2     | Paul McGrath        | ESP  | 1:19:31    |
| 3     | Francesco Fortunato | ITA  | 1:19:54 SB |
| 4     | Gabriel Bordier     | FRA  | 1:20:45    |
| 5     | Aku Partanen        | FIN  | 1:20:52 SB |
| 6     | Riccardo Orsoni     | ITA  | 1:21:08    |
| 7     | Maher Ben Hlima     | POL  | 1:21:12    |
| 8     | Leo Köpp            | GER  | 1:21:19 SB |

8. Juni 2024, 18:00 Uhr

### 110 m Hürden
| Platz | Athlet             | Land | Zeit (s) |
| ----- | ------------------ | ---- | -------- |
| 1     | Lorenzo Simonelli  | ITA  | 13,05    |
| 2     | Enrique Llopis     | ESP  | 13,16 PB |
| 3     | Jason Joseph       | SUI  | 13,43    |
| 4     | Raphaël Mohamed    | FRA  | 13,45    |
| 4     | Asier Martínez     | ESP  | 13,45    |
| 6     | Michael Obasuyi    | BEL  | 13,46    |
| 7     | Santeri Kuusiniemi | FIN  | 13,84    |
|       | Damian Czykier     | POL  | DNF      |
|       | Elie Bacari        | BEL  | DSQ      |

Finale: 8. Juni 2024, 22:18 Uhr

### 400 m Hürden
| Platz | Athlet             | Land | Zeit (s) |
| ----- | ------------------ | ---- | -------- |
| 1     | Karsten Warholm    | NOR  | 46,98 CR |
| 2     | Alessandro Sibilio | ITA  | 47,50 NR |
| 3     | Carl Bengtström    | SWE  | 47,94 NR |
| 4     | Rasmus Mägi        | EST  | 48,13    |
| 5     | Berke Akçam        | TUR  | 48,17    |
| 6     | Emil Agyekum       | GER  | 48,42    |
| 7     | Matic Ian Guček    | SVK  | 48,87    |
| 8     | Nick Smidt         | NED  | 49,43    |

Finale: 11. Juni 2024, 21:05 Uhr

### 3000 m Hindernis
| Platz | Athlet             | Land | Zeit (min) |
| ----- | ------------------ | ---- | ---------- |
| 1     | Alexis Miellet     | FRA  | 8:14,01 PB |
| 2     | Djilali Bedrani    | FRA  | 8:14,36    |
| 3     | Karl Bebendorf     | GER  | 8:14,41 PB |
| 4     | Frederik Ruppert   | GER  | 8:15,08 PB |
| 5     | Daniel Arce        | ESP  | 8:16,70    |
| 6     | Nicolas-Marie Daru | FRA  | 8:19,42    |
| 7     | Nahuel Carabaña    | AND  | 8:21,08    |
| 8     | Osama Zoghlami     | ITA  | 8:21,09    |

Finale: 10. Juni 2024, 22:00 Uhr

### 4 × 100 m Staffel
| Platz | Athleten                                                                                              | Land         | Zeit (s) |
| ----- | --- | ------------ | -------- |
| 1     | Matteo Melluzzo Marcell Jacobs Lorenzo Patta Filippo Tortu Vorlauf: Roberto Rigali, Lorenzo Simonelli | Italien      | 37,82    |
| 2     | Elvis Afrifa Taymir Burnet Xavi Mo-Ajok Nsikak Ekpo                                                   | Niederlande  | 38,46    |
| 3     | Kevin Kranz Owen Ansah Deniz Almas Lucas Ansah-Peprah                                                 | Deutschland  | 38,52    |
| 4     | Kobe Vleminckx Ward Merckx Antoine Snyders Simon Verherstraeten                                       | Belgien      | 38,65    |
| 5     | Pascal Mancini William Reais Bradley Lestrade Timothé Mumenthaler Vorlauf: Felix Svensson             | Schweiz      | 38,68    |
| 6     | Simon Hansen Emil Kjær Jacob Hvorup Frederik Schou-Nielsen Vorlauf: Rasmus Thornbjerg Klausen         | Dänemark     | 39,21    |
| 7     | Vasileios Myrianthopoulos Nikolaos Panagiotopoulos Sotirios Garaganis Ioannis Nyfandopoulos           | Griechenland | 39,39    |
| 8     | Łukasz Żok Marek Zakrzewski Łukasz Żak Dominik Kopeć Vorlauf: Oliwer Wdowik                           | Polen        | DSQ      |

Finale: 12. Juni 2024, 22:50 Uhr

### 4 × 400 m Staffel

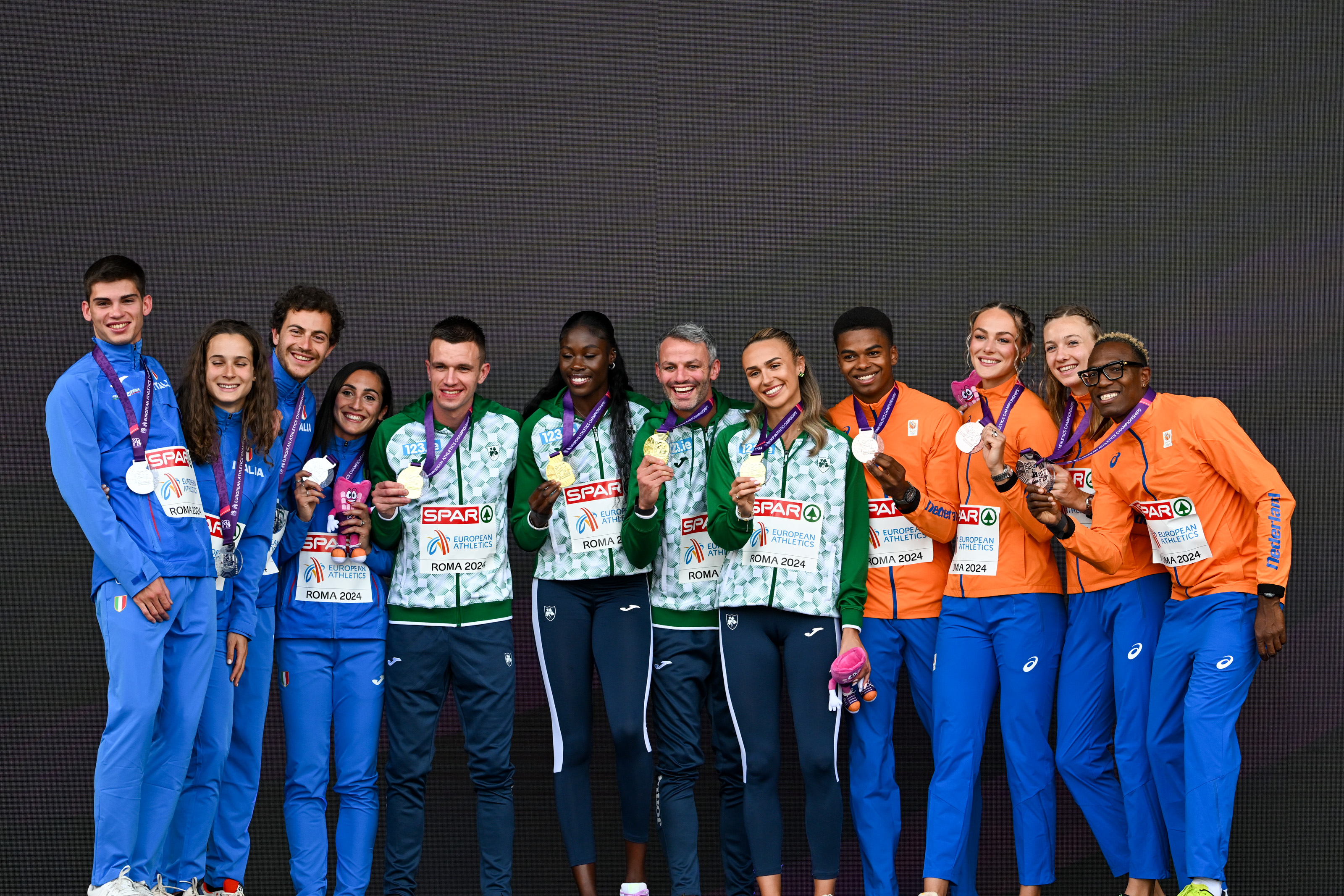
Siegerehrung der Mixed-Staffeln

| Platz | Athleten                                                                                                   | Land           | Zeit (min) |
| ----- | --- | -------------- | ---------- |
| 1     | Jonathan Sacoor Robin Vanderbemden Dylan Borlée Alexander Doom Vorlauf: Florent Mabille, Christian Iguacel | Belgien        | 2:59,84    |
| 2     | Luca Sito Vladimir Aceti Riccardo Meli Edoardo Scotti Vorlauf: Brayan Lopez                                | Italien        | 3:00,81 SB |
| 3     | Manuel Sanders Jean Paul Bredau Marc Koch Emil Agyekum Vorlauf: Lukas Krappe, Tyrel Prenz                  | Deutschland    | 3:00,82 SB |
| 4     | Gilles Biron Yann Spillmann Muhammad Kounta Téo Andant Vorlauf: David Sombé                                | Frankreich     | 3:01,43    |
| 5     | Iñaki Cañal Manuel Guijarro David García Óscar Husillos                                                    | Spanien        | 3:01,44 SB |
| 6     | Ricardo dos Santos Ericsson Tavares João Coelho Omar Elkhatib                                              | Portugal       | 3:01,84 NR |
| 7     | Toby Harries Michael Ohioze Lewis Davey Alex Haydock-Wilson Vorlauf: Charlie Carvell                       | Großbritannien | 3:01,89    |
| 8     | Ernő Steigerwald Patrik Simon Enyingi Zoltán Wahl Attila Molnár                                            | Ungarn         | 3:02,10    |

Finale: 12. Juni 2024, 21:19 Uhr

### Hochsprung
| Platz | Athlet             | Land | Höhe (m) |
| ----- | ------------------ | ---- | -------- |
| 1     | Gianmarco Tamberi  | ITA  | 2,37 CR  |
| 2     | Wladyslaw Lawskyj  | UKR  | 2,29 PB  |
| 3     | Oleh Doroschtschuk | UKR  | 2,26     |
| 4     | Thomas Carmoy      | BEL  | 2,26 SB  |
| 5     | Jan Štefela        | CZE  | 2,26     |
| 6     | Stefano Sottile    | ITA  | 2,22     |
| 6     | Norbert Kobielski  | POL  | 2,22     |
| 6     | Manuel Lando       | ITA  | 2,22     |
| 6     | Tichomir Iwanow    | BUL  | 2,22     |

Finale: 11. Juni 2024, 20:35 Uhr

### Stabhochsprung
| Platz | Athlet            | Land | Höhe (m) |
| ----- | ----------------- | ---- | -------- |
| 1     | Armand Duplantis  | SWE  | 6,10 CR  |
| 2     | Emmanouil Karalis | GRE  | 5,87 PB  |
| 3     | Ersu Şaşma        | TUR  | 5,82 =SB |
| 3     | Oleg Zernikel     | GER  | 5,82 SB  |
| 5     | Thibaut Collet    | FRA  | 5,82     |
| 6     | Piotr Lisek       | POL  | 5,75     |
| 6     | Torben Blech      | GER  | 5,75     |
| 8     | Menno Vloon       | NED  | 5,75     |

Finale: 12. Juni 2024, 20:20 Uhr

### Weitsprung
| Platz | Athlet                | Land | Weite (m) |
| ----- | --------------------- | ---- | --------- |
| 1     | Miltiadis Tendoglou   | GRE  | 8,65 CR   |
| 2     | Mattia Furlani        | ITA  | 8,38      |
| 3     | Simon Ehammer         | SUI  | 8,31      |
| 4     | Jacob Fincham-Dukes   | GBR  | 8,12      |
| 5     | Tom Campagne          | FRA  | 8,08 SB   |
| 6     | Boschidar Sarabojukow | BUL  | 8,08      |
| 7     | Petr Meindlschmid     | CZE  | 8,03      |
| 8     | Luka Herden           | GER  | 8,01      |

Finale: 8. Juni 2024, 20:06 Uhr

### Dreisprung
| Platz | Athlet               | Land | Weite (m) |
| ----- | -------------------- | ---- | --------- |
| 1     | Jordan Díaz          | ESP  | 18,18 CR  |
| 2     | Pedro Pichardo       | POR  | 18,04 NR  |
| 3     | Thomas Gogois        | FRA  | 17,38 PB  |
| 4     | Tiago Pereira        | POR  | 17,08 SB  |
| 5     | Max Heß              | GER  | 17,04 SB  |
| 6     | Jean-Marc Pontvianne | FRA  | 17,04     |
| 7     | Emmanuel Ihemeje     | ITA  | 16,92     |
| 8     | Andrea Dallavalle    | ITA  | 16,90 SB  |

Finale: 11. Juni 2024, 20:55 Uhr

### Kugelstoßen
| Platz | Athlet           | Land | Weite (m) |
| ----- | ---------------- | ---- | --------- |
| 1     | Leonardo Fabbri  | ITA  | 22,45 CR  |
| 2     | Filip Mihaljević | CRO  | 21,20     |
| 3     | Michał Haratyk   | POL  | 20,94 SB  |
| 4     | Scott Lincoln    | GBR  | 20,88     |
| 5     | Tomáš Staněk     | CZE  | 20,88     |
| 6     | Bob Bertemes     | LUX  | 20,86     |
| 7     | Andrei Toader    | ROM  | 20,43     |
| 8     | Marcus Thomsen   | NOR  | 20,42     |

Finale: 8. Juni 2024, 21:02 Uhr

### Diskuswurf
| Platz | Athlet              | Land | Weite (m) |
| ----- | ------------------- | ---- | --------- |
| 1     | Kristjan Čeh        | SLO  | 68,08     |
| 2     | Lukas Weißhaidinger | AUT  | 67,70     |
| 3     | Mykolas Alekna      | LTU  | 67,48     |
| 4     | Daniel Ståhl        | SWE  | 66,84     |
| 5     | Henrik Janssen      | GER  | 65,48     |
| 6     | Clemens Prüfer      | GER  | 64,60     |
| 7     | Andrius Gudžius     | LTU  | 64,43     |
| 8     | Lawrence Okoye      | GBR  | 63,48     |

Finale: 7. Juni 2024, 21:00 Uhr

### Hammerwurf
| Platz | Athlet           | Land | Weite (m) |
| ----- | ---------------- | ---- | --------- |
| 1     | Wojciech Nowicki | POL  | 80,95 SB  |
| 2     | Bence Halász     | HUN  | 80,49 SB  |
| 3     | Mychajlo Kochan  | UKR  | 80,18     |
| 4     | Merlin Hummel    | GER  | 79,25     |
| 5     | Yann Chaussinand | FRA  | 78,37     |
| 6     | Paweł Fajdek     | POL  | 77,50 SB  |
| 7     | Eivind Henriksen | NOR  | 76,51 SB  |
| 8     | Matija Gregurić  | CRO  | 75,47 SB  |

Finale: 9. Juni 2024, 21:11 Uhr

### Speerwurf
| Platz | Athlet               | Land | Weite (m) |
| ----- | -------------------- | ---- | --------- |
| 1     | Jakub Vadlejch       | CZE  | 88,65 SB  |
| 2     | Julian Weber         | GER  | 85,94     |
| 3     | Oliver Helander      | FIN  | 85,75 SB  |
| 4     | Edis Matusevičius    | LTU  | 83,96     |
| 5     | Teura’itera’i Tupaia | FRA  | 82,98     |
| 6     | Lassi Etelätalo      | FIN  | 82,80 SB  |
| 7     | Patriks Gailums      | LAT  | 82,28     |
| 8     | Artur Felfner        | UKR  | 81,38     |

Finale: 12. Juni 2024, 20:28 Uhr

### Zehnkampf
| Platz | Athlet            | Land | Punkte  |
| ----- | ----------------- | ---- | ------- |
| 1     | Johannes Erm      | EST  | 8764 PB |
| 2     | Sander Skotheim   | NOR  | 8635 PB |
| 3     | Makenson Gletty   | FRA  | 8606 PB |
| 4     | Niklas Kaul       | GER  | 8547 SB |
| 5     | Kevin Mayer       | FRA  | 8476 SB |
| 6     | Dario Dester      | ITA  | 8235 PB |
| 7     | Manuel Eitel      | GER  | 8212 SB |
| 8     | Jente Hauttekeete | BEL  | 8156 PB |

10./11. Juni 2024

## Resultate Frauen

### 100 m
| Platz | Athletin               | Land | Zeit (s) |
| ----- | ---------------------- | ---- | -------- |
| 1     | Dina Asher-Smith       | GBR  | 10,99000 |
| 2     | Ewa Swoboda            | POL  | 11,03000 |
| 3     | Zaynab Dosso           | ITA  | 11,03000 |
| 4     | Patrizia van der Weken | LUX  | 11,04000 |
| 5     | Gina Lückenkemper      | GER  | 11,07000 |
| 6     | Gémima Joseph          | FRA  | 11,08000 |
| 7     | Amy Hunt               | GBR  | 11,15000 |
| 8     | Mujinga Kambundji      | SUI  | 11,15000 |

Finale: 9. Juni 2024, 22:53 Uhr

### 200 m
| Platz | Athletin               | Land | Zeit (s) |
| ----- | ---------------------- | ---- | -------- |
| 1     | Mujinga Kambundji      | SUI  | 22,49 SB |
| 2     | Daryll Neita           | GBR  | 22,50 SB |
| 3     | Hélène Parisot         | FRA  | 22,63 SB |
| 4     | Henriette Jæger        | NOR  | 22,83    |
| 5     | Tasa Jiya              | NED  | 22,90    |
| 6     | Julia Henriksson       | SWE  | 22,91    |
| 7     | Jaël Bestué            | ESP  | 22,93    |
| 8     | Polyniki Emmanouilidou | GRE  | 23,01    |

Finale: 11. Juni 2024, 22:53 Uhr

### 400 m
| Platz | Athletin             | Land | Zeit (s) |
| ----- | -------------------- | ---- | -------- |
| 1     | Natalia Kaczmarek    | POL  | 48,98 NR |
| 2     | Rhasidat Adeleke     | IRL  | 49,07 NR |
| 3     | Lieke Klaver         | NED  | 50,08 SB |
| 4     | Lurdes Gloria Manuel | CZE  | 50,52    |
| 5     | Andrea Miklós        | ROM  | 50,71 SB |
| 6     | Laviai Nielsen       | GBR  | 50,71 PB |
| 7     | Susanne Gogl-Walli   | AUT  | 51,23    |
| 8     | Sharlene Mawdsley    | IRL  | 51,59    |

Finale: 10. Juni 2024, 21:50 Uhr

### 800 m
| Platz | Athletin          | Land | Zeit (min) |
| ----- | ----------------- | ---- | ---------- |
| 1     | Keely Hodgkinson  | GBR  | 1:58,65    |
| 2     | Gabriela Gajanová | SVK  | 1:58,79 SB |
| 3     | Anaïs Bourgoin    | FRA  | 1:59,30    |
| 4     | Léna Kandissounon | FRA  | 1:59,81 SB |
| 5     | Majtie Kolberg    | GER  | 1:59,87    |
| 6     | Anna Wielgosz     | POL  | 1:59,99    |
| 7     | Lore Hoffmann     | SUI  | 2:01,13    |
| 8     | Angelika Sarna    | POL  | 2:01,21    |

Finale: 12. Juni 2024, 21:31 Uhr

### 1500 m
| Platz | Athletin         | Land | Zeit (min) |
| ----- | ---------------- | ---- | ---------- |
| 1     | Ciara Mageean    | IRL  | 4:04,66    |
| 2     | Georgia Bell     | GBR  | 4:05,33    |
| 3     | Agathe Guillemot | FRA  | 4:05,69    |
| 4     | Esther Guerrero  | ESP  | 4:06,03    |
| 5     | Jemma Reekie     | GBR  | 4:06,17    |
| 6     | Marta Pérez      | ESP  | 4:06,32    |
| 7     | Sarah Healy      | IRL  | 4:06,77    |
| 8     | Salomé Afonso    | POR  | 4:06,80    |

Finale: 9. Juni 2024, 22:36 Uhr

### 5000 m
| Platz | Athletin                  | Land | Zeit (min)  |
| ----- | ------------------------- | ---- | ----------- |
| 1     | Nadia Battocletti         | ITA  | 14:35,29 NR |
| 2     | Karoline Bjerkeli Grøvdal | NOR  | 14:38,62 SB |
| 3     | Marta García              | ESP  | 14:44,04 NR |
| 4     | Maureen Koster            | NED  | 14:44,46 PB |
| 5     | Nathalie Blomqvist        | FIN  | 14:44,72 NR |
| 6     | Hanna Klein               | GER  | 14:58,28 SB |
| 7     | Federica Del Buono        | ITA  | 15:00,05 PB |
| 8     | Sarah Madeleine           | FRA  | 15:02,56 PB |

7. Juni 2024, 22:40 Uhr

### 10.000 m
| Platz | Athletin           | Land | Zeit (min)  |
| ----- | ------------------ | ---- | ----------- |
| 1     | Nadia Battocletti  | ITA  | 30:51:32 NR |
| 2     | Diane van Es       | NED  | 30:57:24 PB |
| 3     | Megan Keith        | GBR  | 31:04:77    |
| 4     | Federica Del Buono | ITA  | 31:25:41 PB |
| 5     | Klara Lukan        | SLO  | 31:34:90    |
| 6     | Elisa Palmero      | ITA  | 31:38:45 PB |
| 7     | Jasmijn Lau        | NED  | 32:15:91 PB |
| 8     | Nina Chydenius     | FIN  | 32:16:85 PB |

11. Juni 2024, 21:30 Uhr

### 20 km Gehen
| Platz | Athletin            | Land | Zeit (h)   |
| ----- | ------------------- | ---- | ---------- |
| 1     | Antonella Palmisano | ITA  | 1:28:08    |
| 2     | Valentina Trapletti | ITA  | 1:28:37 PB |
| 3     | Ljudmyla Oljanowska | UKR  | 1:28:48 SB |
| 4     | Laura García-Caro   | ESP  | 1:28:48    |
| 5     | Camille Moutard     | FRA  | 1:28:55 PB |
| 6     | Cristina Montesinos | ESP  | 1:29:07    |
| 7     | Clémence Beretta    | FRA  | 1:29:37    |
| 8     | Pauline Stey        | FRA  | 1:29:54    |

7. Juni 2024, 18:35 Uhr

### Halbmarathon
| Platz | Athletin                  | Land | Zeit (h)   |
| ----- | ------------------------- | ---- | ---------- |
| 1     | Karoline Bjerkeli Grøvdal | NOR  | 1:08:09 CR |
| 2     | Joan Chelimo Melly        | ROM  | 1:08:55    |
| 3     | Calli Hauger-Thackery     | GBR  | 1:08:58    |
| 4     | Delvine Relin Meringor    | ROM  | 1:09:25 SB |
| 5     | Melat Yisak Kejeta        | GER  | 1:09:42 NR |
| 6     | Abbie Donnelly            | GBR  | 1:09:57    |
| 7     | Fabienne Schlumpf         | SUI  | 1:10:01 SB |
| 8     | Mekdes Woldu              | FRA  | 1:10:04 SB |

9. Juni 2024, 09:30 Uhr

### Halbmarathon Team
| Platz | Land           | Athletinnen                                                                                  |
| ----- | -------------- | -------------------------------------------------------------------------------------------- |
| 1     | Großbritannien | Calli Hauger-Thackery Abbie Donnelly Clara Evans Lauren McNeil                               |
| 2     | Deutschland    | Melat Yisak Kejeta Domenika Mayer Esther Pfeiffer Fabienne Königstein Katharina Steinruck    |
| 3     | Spanien        | Laura Luengo Esther Navarrete Fátima Ouhaddou Nafie Meritxell Soler Lidia Campo Laura Méndez |

### 100 m Hürden
| Platz | Athletin            | Land | Zeit (s) |
| ----- | ------------------- | ---- | -------- |
| 1     | Cyréna Samba-Mayela | FRA  | 12,31 NR |
| 2     | Ditaji Kambundji    | SUI  | 12,40 NR |
| 3     | Pia Skrzyszowska    | POL  | 12,42 PB |
| 4     | Cindy Sember        | GBR  | 12,56 SB |
| 5     | Nadine Visser       | NED  | 12,72 SB |
| 6     | Reetta Hurske       | FIN  | 12,84    |
| 7     | Sarah Lavin         | IRL  | 12,94    |
| 8     | Viktória Forster    | SVK  | 13,25    |

Finale: 8. Juni 2024, 22:08 Uhr

### 400 m Hürden
| Platz | Athletin               | Land | Zeit (s) |
| ----- | ---------------------- | ---- | -------- |
| 1     | Femke Bol              | NED  | 52,49 CR |
| 2     | Louise Maraval         | FRA  | 54,23 PB |
| 3     | Cathelijn Peeters      | NED  | 54,37    |
| 4     | Nikoleta Jíchová       | CZE  | 54,91    |
| 5     | Ayomide Folorunso      | ITA  | 55,20    |
| 6     | Line Kloster           | NOR  | 55,29    |
| 7     | Lina Nielsen           | GBR  | 55,65    |
| 8     | Fatoumata Binta Diallo | POR  | 55,65    |

Finale: 11. Juni 2024, 21:18 Uhr

### 3000 m Hindernis
| Platz | Athletin              | Land | Zeit (min) |
| ----- | --------------------- | ---- | ---------- |
| 1     | Alice Finot           | FRA  | 9:16,22    |
| 2     | Gesa Felicitas Krause | GER  | 9:18,06    |
| 3     | Elizabeth Bird        | GBR  | 9:18,39 SB |
| 4     | Stella Rutto          | ROM  | 9:22,36 PB |
| 5     | Luiza Gega            | ALB  | 9:22,92 SB |
| 6     | Ilona Mononen         | FIN  | 9:23,28    |
| 7     | Alicja Konieczek      | POL  | 9:23,28    |
| 8     | Carolina Robles       | ESP  | 9:23,75 PB |

Finale: 9. Juni 2024, 22:04 Uhr

### 4 × 100 m Staffel
| Platz | Athletinnen                                                                             | Land           | Zeit (s) |
| ----- | --------------------------------------------------------------------------------------- | -------------- | -------- |
| 1     | Dina Asher-Smith Desirèe Henry Amy Hunt Daryll Neita Vorlauf: Asha Philip               | Großbritannien | 41,91    |
| 2     | Orlann Oliere Gémima Joseph Hélène Parisot Sarah Richard-Mingas Vorlauf: Maroussia Paré | Frankreich     | 42,15 SB |
| 3     | Nadine Visser Marije van Hunenstijn Minke Bisschops Tasa Jiya                           | Niederlande    | 42,46    |
| 4     | Sophia Junk Nele Jaworski Gina Lückenkemper Rebekka Haase                               | Deutschland    | 42,61    |
| 5     | Sonia Molina-Prados Jaël Bestué Paula Sevilla María Isabel Pérez Vorlauf: Esther Navero | Spanien        | 42,64 SB |
| 6     | Rani Vincke Rani Rosius Elise Mehuys Janie de Naeyer Vorlauf: Delphine Nkansa           | Belgien        | 43,48    |
|       | Kryszina Zimanouskaja Monika Romaszko Magdalena Stefanowicz Ewa Swoboda                 | Polen          | DNF      |
|       | Géraldine Frey Salomé Kora Léonie Pointet Sara Atcho-Jaquier                            | Schweiz        | DSQ      |

12. Juni 2024, 22:38 Uhr

### 4 × 400 m Staffel
| Platz | Athletinnen | Land        | Zeit (min) |
| ----- | --- | ----------- | ---------- |
| 1     | Lieke Klaver Cathelijn Peeters Lisanne de Witte Femke Bol Vorlauf: Eveline Saalberg, Anne van de Wiel, Myrte van der Schoot | Niederlande | 3:22,39    |
| 2     | Sophie Becker Rhasidat Adeleke Phil Healy Sharlene Mawdsley Vorlauf: Lauren Cadden                                          | Irland      | 3:22,71 NR |
| 3     | Naomi Van Den Broeck Imke Vervaet Cynthia Bolingo Mbongo Helena Ponette Vorlauf: Camille Laus                               | Belgien     | 3:22,95 SB |
| 4     | Ilaria Accame Giancarla Trevisan Anna Polinari Alice Mangione Vorlauf: Rebecca Borga                                        | Italien     | 3:23,40 NR |
| 5     | Sounkamba Sylla Louise Maraval Alexe Déau Amandine Brossier Vorlauf: Marjorie Veyssiere                                     | Frankreich  | 3:23,77 SB |
| 6     | Kinga Gacka Marika Popowicz-Drapała Iga Baumgart-Witan Natalia Kaczmarek Vorlauf: Justyna Święty-Ersetic                    | Polen       | 3:23,91 SB |
| 7     | Carmen Avilés Berta Segura Eva Santidrián Blanca Hervás                                                                     | Spanien     | 3:26,94    |
| 8     | Skadi Schier Alica Schmidt Luna Bulmahn Eileen Demes                                                                        | Deutschland | 3:27,11    |

12. Juni 2024, 21:06 Uhr

### Hochsprung
| Platz | Athletin              | Land | Höhe (m) |
| ----- | --------------------- | ---- | -------- |
| 1     | Jaroslawa Mahutschich | UKR  | 2,01     |
| 2     | Angelina Topić        | SRB  | 1,97     |
| 3     | Iryna Heraschtschenko | UKR  | 1,95 SB  |
| 4     | Mirela Demirewa       | BUL  | 1,93 SB  |
| 5     | Ella Junnila          | FIN  | 1,93 SB  |
| 6     | Morgan Lake           | GBR  | 1,90     |
| 7     | Nawal Meniker         | FRA  | 1,90     |
| 8     | Imke Onnen            | GER  | 1,90     |

Finale: 9. Juni 2024, 20:30 Uhr

### Stabhochsprung
| Platz | Athletin           | Land | Höhe (m) |
| ----- | ------------------ | ---- | -------- |
| 1     | Angelica Moser     | SUI  | 4,78 NR  |
| 2     | Katerina Stefanidi | GRE  | 4,73 SB  |
| 3     | Molly Caudery      | GBR  | 4,73     |
| 4     | Amálie Švábíková   | CZE  | 4,58     |
| 5     | Elina Lampela      | FIN  | 4,58     |
| 6     | Elisa Molinarolo   | ITA  | 4,58     |
| 7     | Roberta Bruni      | ITA  | 4,58     |
| 8     | Wilma Murto        | FIN  | 4,43     |

Finale: 10. Juni 2024, 20:15 Uhr

### Weitsprung
| Platz | Athlet            | Land | Weite (m)  |
| ----- | ----------------- | ---- | ---------- |
| 1     | Malaika Mihambo   | GER  | 7,22 WL    |
| 2     | Larissa Iapichino | ITA  | 6,94 EU23L |
| 3     | Agate de Sousa    | POR  | 6,91 SB    |
| 4     | Mikaelle Assani   | GER  | 6,91 PB    |
| 5     | Hilary Kpatcha    | FRA  | 6,88 PB    |
| 6     | Annik Kälin       | SUI  | 6,82 PB    |
| 7     | Plamena Mitkowa   | BUL  | 6,80 PB    |
| 8     | Fátima Diame      | ESP  | 6,69       |

Finale: 12. Juni 2024

### Dreisprung
| Platz | Athletin               | Land | Weite (m) |
| ----- | ---------------------- | ---- | --------- |
| 1     | Ana Peleteiro-Compaoré | ESP  | 14,85     |
| 2     | Tuğba Danışmaz         | TUR  | 14,57 NR  |
| 3     | Ilionis Guillaume      | FRA  | 14,43 PB  |
| 4     | Alexandra Natschewa    | BUL  | 14,35 PB  |
| 5     | Diana Ion              | ROM  | 14,23 PB  |
| 6     | Gabriela Petrowa       | BUL  | 14,16     |
| 7     | Neja Filipič           | SLO  | 14,12     |
| 8     | Dariya Derkach         | ITA  | 14,03     |

Finale: 9. Juni 2024, 21:21 Uhr

### Kugelstoßen
| Platz | Athletin            | Land | Weite (m) |
| ----- | ------------------- | ---- | --------- |
| 1     | Jessica Schilder    | NED  | 18,77     |
| 2     | Jorinde van Klinken | NED  | 18,67 SB  |
| 3     | Yemisi Ogunleye     | GER  | 18,62     |
| 4     | Alina Kenzel        | GER  | 18,55     |
| 5     | María Belén Toimil  | ESP  | 18,43     |
| 6     | Fanny Roos          | SWE  | 18,26     |
| 7     | Julia Ritter        | GER  | 18,18     |
| 8     | Sara Lennman        | SWE  | 18,16     |

Finale: 7. Juni 2024, 21:33 Uhr

### Diskuswurf
| Platz | Athletin             | Land | Weite (m) |
| ----- | -------------------- | ---- | --------- |
| 1     | Sandra Elkasević     | CRO  | 67,04 SB  |
| 2     | Jorinde van Klinken  | NED  | 65,99 SB  |
| 3     | Liliana Cá           | POR  | 64,53     |
| 4     | Irina Rodrigues      | POR  | 62,76     |
| 5     | Claudine Vita        | GER  | 62,65     |
| 6     | Shanice Craft        | GER  | 61,73     |
| 7     | Mélina Robert-Michon | FRA  | 61,65     |
| 8     | Marija Tolj          | CRO  | 61,42     |

Finale: 8. Juni 2024, 21:37 Uhr

### Hammerwurf
| Platz | Athletin              | Land | Weite (m) |
| ----- | --------------------- | ---- | --------- |
| 1     | Sara Fantini          | ITA  | 74,18 SB  |
| 2     | Anita Włodarczyk      | POL  | 72,92 SB  |
| 3     | Rose Loga             | FRA  | 72,68 PB  |
| 4     | Silja Kosonen         | FIN  | 72,06     |
| 5     | Katrine Koch Jacobsen | DEN  | 70,57     |
| 6     | Zalina Marghieva      | MDA  | 70,57     |
| 7     | Malwina Kopron        | POL  | 69,72     |
| 8     | Anna Purchase         | GBR  | 69,24     |

Finale: 10. Juni 2024, 21:33 Uhr

### Speerwurf
| Platz | Athletin           | Land | Weite (m) |
| ----- | ------------------ | ---- | --------- |
| 1     | Victoria Hudson    | AUT  | 64,62     |
| 2     | Adriana Vilagoš    | SRB  | 64,42     |
| 3     | Marie-Therese Obst | NOR  | 63,50 PB  |
| 4     | Christin Hussong   | GER  | 61,92 SB  |
| 5     | Nikola Ogrodníková | CZE  | 61,78 SB  |
| 6     | Elina Tzengko      | GRE  | 59,46     |
| 7     | Anete Sietiņa      | LAT  | 59,34     |
| 8     | Līna Mūze-Sirmā    | LAT  | 58,58     |

Finale: 11. Juni 2024, 21:36 Uhr

### Siebenkampf
| Platz | Athletin              | Land | Punkte  |
| ----- | --------------------- | ---- | ------- |
| 1     | Nafissatou Thiam      | BEL  | 6848 CR |
| 2     | Auriana Lazraq-Khlass | FRA  | 6635 PB |
| 3     | Noor Vidts            | BEL  | 6596 PB |
| 4     | Annik Kälin           | SUI  | 6490 PB |
| 5     | Sofie Dokter          | NED  | 6418 PB |
| 6     | Sveva Gerevini        | ITA  | 6379 NR |
| 7     | Jade O’Dowda          | GBR  | 6314 PB |
| 8     | Xénia Krizsán         | HUN  | 6218 SB |

7./8. Juni 2024

## Mixed

### 4 × 400 m Staffel
| Platz | Athleten                                                                     | Land           | Zeit (min) |
| ----- | ---------------------------------------------------------------------------- | -------------- | ---------- |
| 1     | Christopher O’Donnell Rhasidat Adeleke Thomas Barr Sharlene Mawdsley         | Irland         | 3:09,92 CR |
| 2     | Luca Sito Anna Polinari Edoardo Scotti Alice Mangione                        | Italien        | 3:10,69 NR |
| 3     | Liemarvin Bonevacia Lieke Klaver Isaya Klein Ikkink Femke Bol                | Niederlande    | 3:10,73 SB |
| 4     | Jonathan Sacoor Naomi Van Den Broeck Alexander Doom Helena Ponette           | Belgien        | 3:11,03 NR |
| 5     | Charlie Carvell Hannah Kelly Lewis Davey Emily Newnham                       | Großbritannien | 3:13,97 PB |
| 6     | Matěj Krsek Lada Vondrová Vít Müller Barbora Malíková                        | Tschechien     | 3:14,24 SB |
| 7     | Karol Zalewski Marika Popowicz-Drapała Maksymilian Szwed Aleksandra Formella | Polen          | 3:15,32 SB |
|       | Wilfried Happio Sounkamba Sylla Muhammad Kounta Louise Maraval               | Frankreich     | DSQ SB     |

7. Juni 2024, 22:20 Uhr

## Abkürzungen
- WR = Weltrekord
- WU20R = U20-Weltrekord
- OR = olympischer Rekord
- YOR = olympischer Jugendrekord
- AR = Kontinentalrekord
- AU20R = U20-Kontinentalrekord
- NR = nationaler Rekord
- NU20R = nationaler U20-Rekord
- CR = Meisterschaftsrekord
- MR = Veranstaltungsrekord
- WB = Weltbestleistung
- WU20B = U20-Weltbestleistung
- WU18B = U18-Weltbestleistung
- AB = Kontinentalbestleistung
- AU20B = U20-Kontinentalbestleistung
- AU18B = U18-Kontinentalbestleistung
- NB = nationale Bestleistung
- NU20B = nationale U20-Bestleistung
- NU18B = nationale U18-Bestleistung
- PB = persönliche Bestleistung
- SB = persönliche Saisonbestleistung
- QB = Qualifikationsbestleistung
- WL = Weltjahresbestleistung
- WU20L = U20-Weltjahresbestleistung
- WU18L = U18-Weltjahresbestleistung
- DSQ = disqualifiziert (engl. Disqualified)
- DNS = Wettkampf nicht angetreten (engl. Did Not Start)
- DNF = Wettkampf nicht beendet (engl. Did Not Finish)